# Liste des émirs du Nedjd
Cet article liste les émirs du Nedjd (centre de l'Arabie saoudite).
- Date inconnue: Saoud Ier
- 1735-1765 : Mohammed Ier
- 1765-1803 : Abdel Aziz Ier
- 1803-1814 : Saoud II
- 1814-1819 : Abdallah Ier
- 1819-1821 : Misrahi
- 1821-1834 : Turki
- 1834-1838 : Fayçal Ier
- 1838-1841 : Khaled Ier
- 1841-1843 : Abdallah II
- 1843-1865 : Fayçal Ier
- 1865-1871 : Abdallah III
- 1871-1874 : Saoud III
- 1874-1887 : Abdallah III
- 1887-1891 : Abdel Rahman
- 1891-1902 : Mohammed II
- 1902-1953 : Abdel Aziz II
  - émir du Nadjd en 1902
  - roi du Hedjaz en 1926
  - roi du Hedjaz et du Nadjd en 1927
  - roi d'Arabie saoudite en 1932

Ses successeurs sont également rois d'Arabie Saoudite due à l'unification des deux royaumes du Nejd et du Hedjaz :
- 1953-1964 : Saoud IV
- 1964-1975 : Fayçal II
- 1975-1982 : Khaled Ier
- 1982-2005 : Fahd Ier
- 2005 2015 : Abdallah IV
- depuis 2015 : Salmane ben Abdelaziz Al Saoud